# Diplocirrus capensis
Diplocirrus capensis är en ringmaskart som beskrevs av Francis Day 1961. Diplocirrus capensis ingår i släktet Diplocirrus och familjen Flabelligeridae. Inga underarter finns listade i Catalogue of Life.